# Ароматерапия
Я полагаю, что врачи могли бы лучше использовать запахи, чем они это делают, ибо часто замечал, что от запахов изменяется моё состояние, так они действуют на моё настроение в зависимости от своих свойств.
Ароматерапи́я  — разновидность альтернативной медицины, в которой используются полезные свойства растительных эфирных масел, она используется в салонах красоты и массажных кабинетах.

## Определения
У термина «ароматерапия» существует несколько определений.
Ароматерапия — это лечение беспокойства или нервозности, или заболеваний, которые не являются серьезными, путем втирания в кожу приятно пахнущих природных веществ или вдыхания их запаха.
Ароматерапия — это терапевтическое использование эфирных масел из растений (цветов, трав или деревьев) для улучшения физического, эмоционального и душевного состояния человека.
Медицинская ароматерапия — это применение смеси натуральных продуктов, которая включает, по меньшей мере, одно «активное» или «коактивное» летучее органическое соединение, с целью получения пользы для здоровья. Используются местное (наружное) применение, пероральный приём или вдыхание.
Ароматерапия относится к альтернативной медицине наряду с гомеопатией, фитотерапией, натуропатией

## Эфирные масла в ароматерапии
Основными средствами ароматерапии являются эфирные масла. Компоненты эфирных масел могут образовываться в различных частях растений и в дальнейшем распределяться в тканях растения; как правило, они в значительной степени накапливаются в определённых тканях, в растворённом или эмульгированном состоянии. Они являются продуктами вторичного метаболизма растений.
Ароматические растения богаты летучими органическими соединениями, которые могут быть дистиллированы для получения эфирных масел, но неправильно называть их эфирными маслами до разделения дистилляцией, то есть ароматические (эфирномасличные) растения не содержат эфирных масел, точно так же, как молоко не содержит сыра или пшеница не содержит хлеба. Согласно современному определению эфирного масла, предоставленному Международной организацией по стандартизации, одно органическое соединение, такое как лимонен, не является эфирным маслом, это летучее органическое соединение, которое является распространенным ингредиентом эфирного масла, это «компонент эфирного масла». Эфирные масла представляют собой смеси летучих органических соединений, которые были отделены дистилляцией от ароматических видов растений, включая мохообразных, таких как печеночники, и высших растений.

## История
В 1876 году Роберт Кох открыл микробы, которые вызывают заболевание сибирской язвой. В 1884 году учёный доказал, что терпены (компоненты ряда эфирных масел) подавляют и даже могут уничтожать микробы, вызывающие, в частности, сибирскую язву и туберкулёз[уточнить].
В 1910 году Мартиндейл (англ. Martindale) показала, что эфирное масло орегано является самым сильным антисептиком растительного происхождения из всех известных на тот момент[уточнить].
Доктор Рене Гаттефосс (фр. Rene Moris Gattefosse) впервые использовал термин «ароматерапия» в качестве названия его авторской рубрики в журнале «Современная парфюмерия» (фр. La Parfumerie Moderne), где он печатал с декабря 1935 по конец 1936 года отрывки из рукописи своей ещё не изданной книги «Ароматерапия: эфирные масла и растительные гормоны» (издана малым тиражом в 1937 году: Gattefosse R. M. Aromathérapie — les huiles essentielles hormones végétales. Librairie des sciences Girardot, 1937.) Широко известным это слово стало благодаря книге Жана Вальне «Практика ароматерапии», вышедшей в свет в 1964 году (Dr. Jean Valnet. The practice of Aromatherapy :  [фр.]. — 1964.).
В годы Второй мировой войны доктор Валне (фр. Dr. Jean Valnet) воевал в рядах французской армии. Когда сократились поставки антибиотиков для фронта, доктор Валне начал использовать эфирные масла, которые подавляли различные инфекции, для лечения раненых. Дело Валнета было продолжено двумя его студентами — доктором Полем Белашем (фр. Paul Belaiche) и доктором Жаном Клодом Лапразом (Jean Claude Lapraz). Они обнаружили, что эфирные масла обладают противовирусными, антибактериальными, противогрибковыми и антисептическими свойствами, а также являются переносчиками кислорода на клеточном уровне.[уточнить]
В 1949—1950 годах Шредер (нем. Schroeder) разработал метод проверки эффективности эфирных масел для лечения заболеваний, который впоследствии стал называться ароматограммой.[уточнить]
В 1954—1956 годах Келлнер (Kellner) и Коберт (Kobert) опубликовали исследование о влиянии 175 эфирных масел на восемь бактерий, распространяющихся через воздух, а также на различные грибки.[уточнить]
В 1964 году Жан Валне с соавтором опубликовали книгу «Практика ароматерапии» (англ. The Practice of Aromatherapy). Он обнаружил, что с помощью эфирных масел можно лечить психиатрических больных, при этом результат лечения ощущался почти сразу[уточнить].
Австрийский косметолог Маргарет Мори (нем. Marguerite Maury) выдвинула идею о комбинированном применении эфирных масел и массажа. Руководство Маргарет Мори по ароматерапии — книга «Секрет жизни и молодости» — впервые было опубликовано в 1961 году.[уточнить]
В 1972 году Х. Одуи (H. Audhoui), П. Белаш, Ж. Буржон (фр. J. Bourgeon), П. Дураффорд (P. Duraffourd), К. Дураффорд (C. Duraffourd), М. Гиролт (M. Girault) и Ж. К. Лапраз применили метод ароматограммы для разработки методик лечения эфирными маслами широкого круга инфекционных заболеваний. Они исследовали сорок эфирных масел и одну настойку[уточнить].
В 1977 году Роберт Тиссеренд (Robert B. Tisserand) опубликовал первую книгу по ароматерапии на английском языке — «Искусство ароматерапии» (The Art of Aromatherapy)..[уточнить].
В 1978 году Поль Белаш опубликовал свой трёхтомный труд по клиническому применению ароматерапии для лечения широкого круга инфекций и дегенеративных заболеваний. В своей работе «Применение фитотерапии и ароматерапии» («Traite de phytotherapie et d’aromatherapie») доктор Поль Белаш доказал, что эфирные масла орегано, тимьяна, гвоздичного дерева, корицы и чайного дерева имеют очень сильные антибактериальные и противогрибковые свойства.
В 1979 году Кубечка (Kubeczka) разработал руководство по определению качества эфирных масел, применяемых в медицинских целях.[значимость факта?]
В 1990 году Пьер Франшомм (фр. Pierre Franchomme) и Даниэль Пеноэл (фр. Daniel Penoel) опубликовали руководство по лечению ароматерапией «L’aromatherapie exactement»[уточнить].[значимость факта?]
В настоящее время[какое?] во Франции эфирные масла используются, главным образом, для контроля инфекций. Во Франции сертификаты ароматерапевтов и фитотерапевтов могут получить только дипломированные врачи.
В США практиковать ароматерапию могут только врачи, медсестры, эстетические косметологи (aesthetician) и массажисты.
В России практика ароматерапевтов государством не регулируется. В торговой сети большинство эфирных масел относится к категории «косметика», и лишь очень небольшая часть масел производится в соответствии с фармакопеей.
Исследования в области ароматерапии активно продолжаются. Однако в настоящее время они сдвинуты в сторону выделения и изучения отдельных компонентов из состава эфирных масел. Так, например, основное химическое вещество из состава эфирного масла лемонграсса — цитраль — является сильным раздражителем кожи. В то время как эфирное масло лемонграсса, в котором содержится до 90 % цитраля, не обладает таким действием. Это объясняется тем, что состав эфирных масел изучен не полностью. Многие вещества пока даже не идентифицированы. Из 300 компонентов известно всего лишь не больше 170 веществ.

### Возрождение ароматерапии
Именно методика ароматограммы положила начало возрождению ароматерапии, несмотря на то, что ранее неизвестные и неиспользуемые эфирные масла были отвергнуты медицинской фармакологией.
Доктор Валне составил ароматограмму приблизительно 60 эфирных масел.
С 1990 года в США действует некоммерческая организация «Национальная ассоциация холистической ароматерапии» (англ. National Association for Holistic Aromatherapy, NAHA), которая выпускает англоязычный журнал «Ароматерапия» (англ. Aromatherapy Journal).
В 2006 году также в США создана некоммерческая организация «Международный альянс ароматерапевтов» (англ. Alliance of International Aromatherapists) для объединения профессиональных ароматерапевтов со всего мира.

## Применение
Национальный институт онкологии США информирует пациентов, что ароматерапия применяется в качестве сопровождающей терапии для снижения тревожности, стресса, боли, тошноты и может сочетаться с массажем и акупунктурой для уменьшения симптомов, но только в качестве дополнения к стандартному лечению.
Среди специалистов по ароматерапии до сих пор нет общего мнения о сфере действия ароматерапии.

### Механизмы воздействия при ароматерапии
Психологическая гипотеза: в результате вдыхания ароматов эфирных масел возникает индивидуальный (сознательный или подсознательный) ответ организма на запах. Эмоциональная реакция, в свою очередь, может вызвать психические или физиологические изменения в организме.

### Методы ароматерапии
Ароматерапия применяется тремя способами:
- непрямая ингаляция: в помещении, где находится пациент, распыляется эфирное масло либо помещается ткань, пропитанная им;
- прямая ингаляция: пациент дышит через индивидуальный ингалятор, в котором масло плавает в горячей воде;
- массаж: при массажной ароматерапии эфирное масло растворено в базовом и втирается в кожу.

В практике ароматерапии существует несколько способов использования эфирных масел:
- Внутреннее применение:
  - приём внутрь;
  - ректальное введение;
  - вагинальное введение.
- Наружное применение:
  - массаж;
  - ванны;
  - компрессы.
- Распыление в воздухе:
  - ингаляции;
  - аромалампы;
  - аромакулоны;
  - спреи.

Также эфирные масла находят своё применение в создании стоматологических средств для полоскания рта.

### Безопасность и противопоказания
Применение ароматерапии может вызвать серьёзные побочные эффекты вплоть до смерти пациента. Совместно с отсутствием доказательств эффективности это вызывает сомнения в допустимости использования этого метода в любых условиях. Компоненты эфирных масел могут вызвать аллергию, особенно при длительном воздействии.
Исследование эфирных масел, используемых в ароматерапии, показало крайне низкий уровень побочных эффектов и рисков при их использовании по назначению. Многие эфирные масла разрешены как компоненты пищи, но съедать большие количества эфирных масел не рекомендуется.
При длительном контакте эфирных масел с кожей возможны аллергические реакции и раздражение кожи. Цитрусовые и другие масла могут увеличить чувствительность к солнечному свету, когда наносятся на кожу перед выходом на солнце.
Медсёстры больницы Froedtert (Висконсин, США) с 2006 года ведут проект по упорядочению применения пациентами эфирных масел, которые пациенты используют для облегчения симптомов. В целях безопасности они не рекомендуют наносить масла на кожу (это вызывает раздражение), глотать их (есть опасность отравления) и использовать распылители (это проводники бактерий и инфекций). В качестве безопасного метода они рекомендуют класть поблизости от себя или прикреплять к одежде кусочек ткани, смоченный эфирным маслом.
При использовании эфирных масел в неразбавленном виде они могут раздражать кожу, так как являются высококонцентрированными.
Длительное использование самых распространённых масел — масла лаванды и чайного дерева — связывается с увеличением груди (гинекомастии, редкое заболевание) у мальчиков в период полового созревания (хотя в эксперименте 2007 года, показавшем этот результат, участвовали мальчики с избыточным весом, что уже делает их предрасположенными к гинекомастии). Профессора Кэмбриджского Университета в области гормональных изменений у детей утверждают, что «…эфирные масла могут имитировать эстрогены» и «нам стоит быть осторожными в использовании эфирных масел». Позднее у эфирных масел лаванды и чайного дерева был подтверждён эффект усиления действия эстрогена (женский половой гормон) и ослабления действия андрогенов (мужские половые гормоны).
Среди любителей ароматерапии были случаи заражения патогенами, оказавшимися в импортированном из тропической страны масле, в частности, Burkholderia pseudomallei с тяжёлыми последствиями для здоровья вплоть до летального исхода.

### Для животных
Известны случаи тяжёлого, иногда со смертельным исходом, отравления кошек маслом чайного дерева (по составу и токсичности оно подобно эвкалиптовому).

## Эффективность
Помимо вышеперечисленных способов применения, курс ароматерапии назначают как метод борьбы с раком; однако, по данным Американского онкологического общества, «не существует научного доказательства того, что ароматерапия является эффективным методом борьбы с такой болезнью, как рак». В рецензируемых научных журналах нет опубликованных исследований использования ароматерапии при лечении рака.
Такие эффекты ароматерапии, как расслабление и ясность сознания, могут возникать не в результате физиологического действия, а от эффекта плацебо. Медицинские профессора всего мира единогласно пришли к мнению, что несмотря на то, что некоторые ароматы действительно имеют благоприятное воздействие на эмоциональное и физическое состояние пациентов, в настоящий момент этого недостаточно, чтобы сделать однозначное положительное мнение о влиянии ароматерапии на человека. И хотя in vitro эксперимент показал антибактериальные и противовирусные эффекты от применения ароматерапии, научные исследования эффектов ароматерапии на сегодняшний день недостаточны. Разработанное с помощью слепого метода исследование в области клинической психологии, касающееся тяжёлой деменции, показало следующие результаты: нет долгосрочного положительного эффекта от массажа, только удовольствие, получаемое благодаря используемым аромамаслам, имеющим приятный запах.
Проведя в 2007 году систематическое обзорное исследование (обзор опубликован в 2009 году) американские учёные проанализировали все статьи о лечебных эффектах запахов, из них только 18 оказались пригодными для научного анализа. Но и в этих исследованиях не были учтены различия культуры, опыта, пола и прочие. В итоге оказалось, что эффект ароматерапии лучше объясняется её психологическим эффектом, чем физиологическим.
Австрийские учёные исследовали терапевтический эффект лавандового масла, действующее вещество которого — линалоол. Они наносили линалоол на кожу добровольцев, при этом наблюдаемый эффект снижения систолического давления крови оказался равным таковому у массажа. Признать терапевтический эффект линалоола и лавандового масла мешает тот факт, что чистый массаж делает то же самое.
Российские исследователи выяснили, что вдыхание мяты снижает уровень кортизола, который регулирует стресс, и они сделали вывод, что мята снижает стресс. Однако они не использовали плацебо-контроль в своих экспериментах, и наблюдаемый ими эффект можно объяснить через психологическое воздействие: человек реагирует на запах согласно своему опыту и ожиданиям, а также через обучение. Психологическое объяснение подтвердили результаты эксперимента с плацебо-контролем.
В систематическом обзорном исследовании 2017 года показано, что ароматерапия имеет потенциал как эффективный вариант терапии для облегчения симптомов при депрессии, и ароматерапия при массаже действует лучше, чем ароматерапия путём ингаляции. При этом у половины включённых в обзор исследований низкое качество, также сравнение было затруднено тем, что у всех исследований значительно различается методология.

#### Книги по ароматерапии
- Миргородская, Светлана Алексеевна. Аромалогия : Quantum Satis. — М. : Навеус, 1999. — 272 с. — 30 000 экз. — ISBN 5-900040-05-4.
- Ирисова, Ольга Анатольевна. Ароматерапия : Практическое руководство / Рецензент д. биол. н., проф. И. А. Соколов. — М. : Изд-во МГУ, 2002. Перепечатано 2009 г. — 120 с. — 6000 экз. — ББК 52.81. — УДК 615(G). — ISBN 5-211-04672-2.
- Солдатченко С. С. Ароматерапия. : Профилактика и лечение заболеваний эфирными маслами. / Солдатченко С. С., Кащенко Г. Ф., Пидаев А. В.. — Изд. 2-е, испр. и доп. — Симферополь : Таврида, 2002.
- Николаевский В. В. Ароматерапия.. — 2000. — ISBN 5-225-04541-3.
- Голан Л. Ароматерапия : Учебный курс. / Голан Л., Виноградов Б., Виноградова Н.. — Fultus Corp., 2006. — 430 с. — ISBN 9781596820777.
- Sheppard-Hanger, Sylla. The Aromatherapy practitioner correspondence course. — Tampa : The Atlantic Institute of Aromatherapy, 1998.